# Igreja de São Nicolau dos Mendicantes
A Igreja de São Nicolau dos Mendicantes (em italiano:  Chiesa di San Nicolò dei Mendicoli) é um edifício religioso da cidade de Veneza, situado no sestiere de Dorsoduro.

## História
A igreja de San Nicolò dei Mendicoli é uma das mais antigas de Veneza: crê-se que existia já uma primeira construção no século VII. O ilhéu sobre o qual se construiu a igreja original albergava previamente pescadores pobres, e daí a adição de "Mendicoli" (mendigos) ao nome de San Nicolò (São Nicolau). Desde então os habitantes chamaram-se "nicolotti". Uma segunda hipótese sobre a origem do nome é que "Mendicoli" seria uma deformação de "Mendigola", antigo nome da ilha sobre a qual se encontra.
A construção do século VII foi substituída pela actual igreja do século XII de planta românica basilical com três naves. Posteriormente foi objeto de outras reconstruções. No exterior adicionou-se, no século XV, um pequeno pórtico sobre o lado setentrional. A actual torre do relógio foi adicionada em 1764 para substituir uma mais antiga.

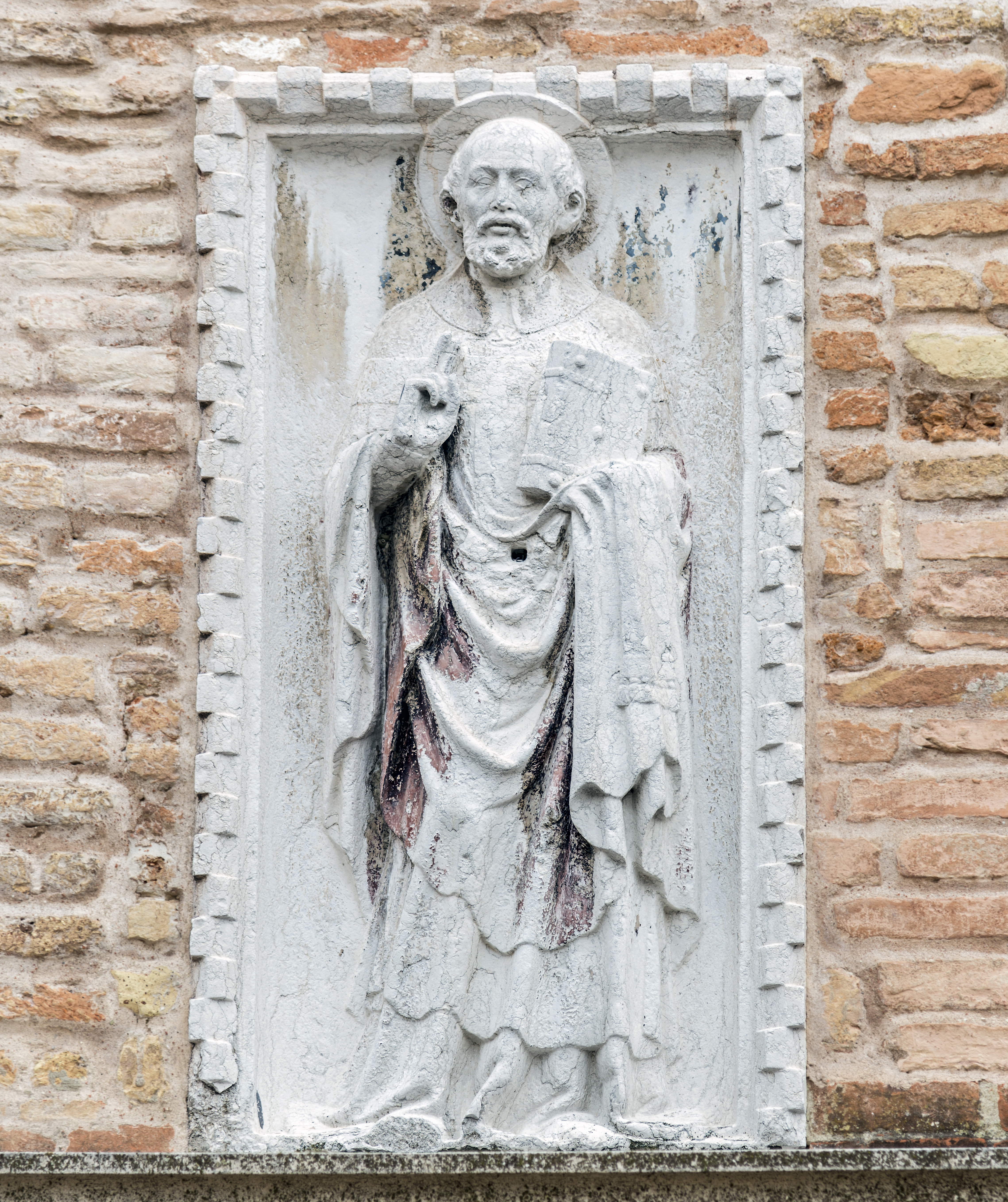
San Nicolò Século XIII
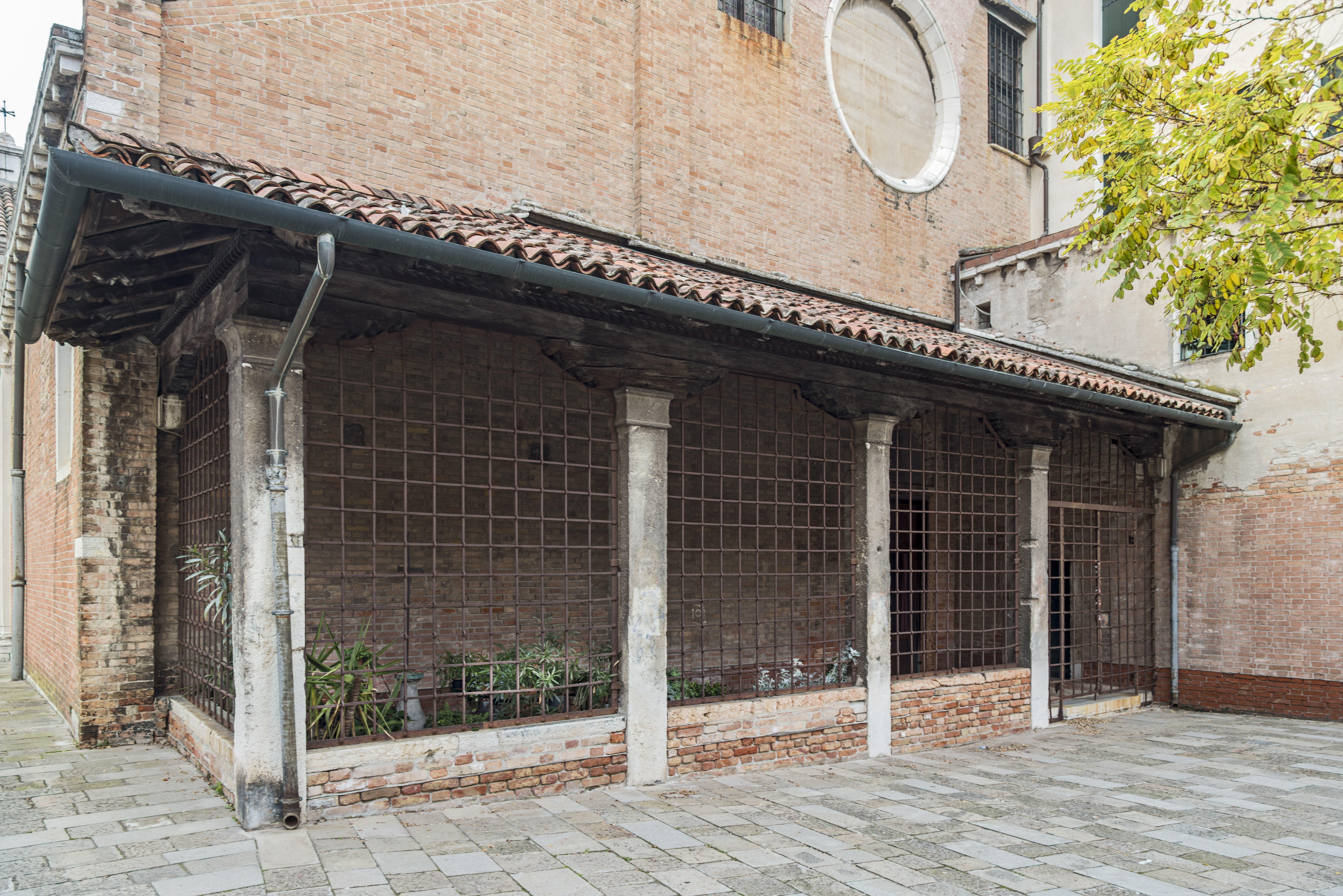
Pórtico da entrada norte, acrescentado no século XV
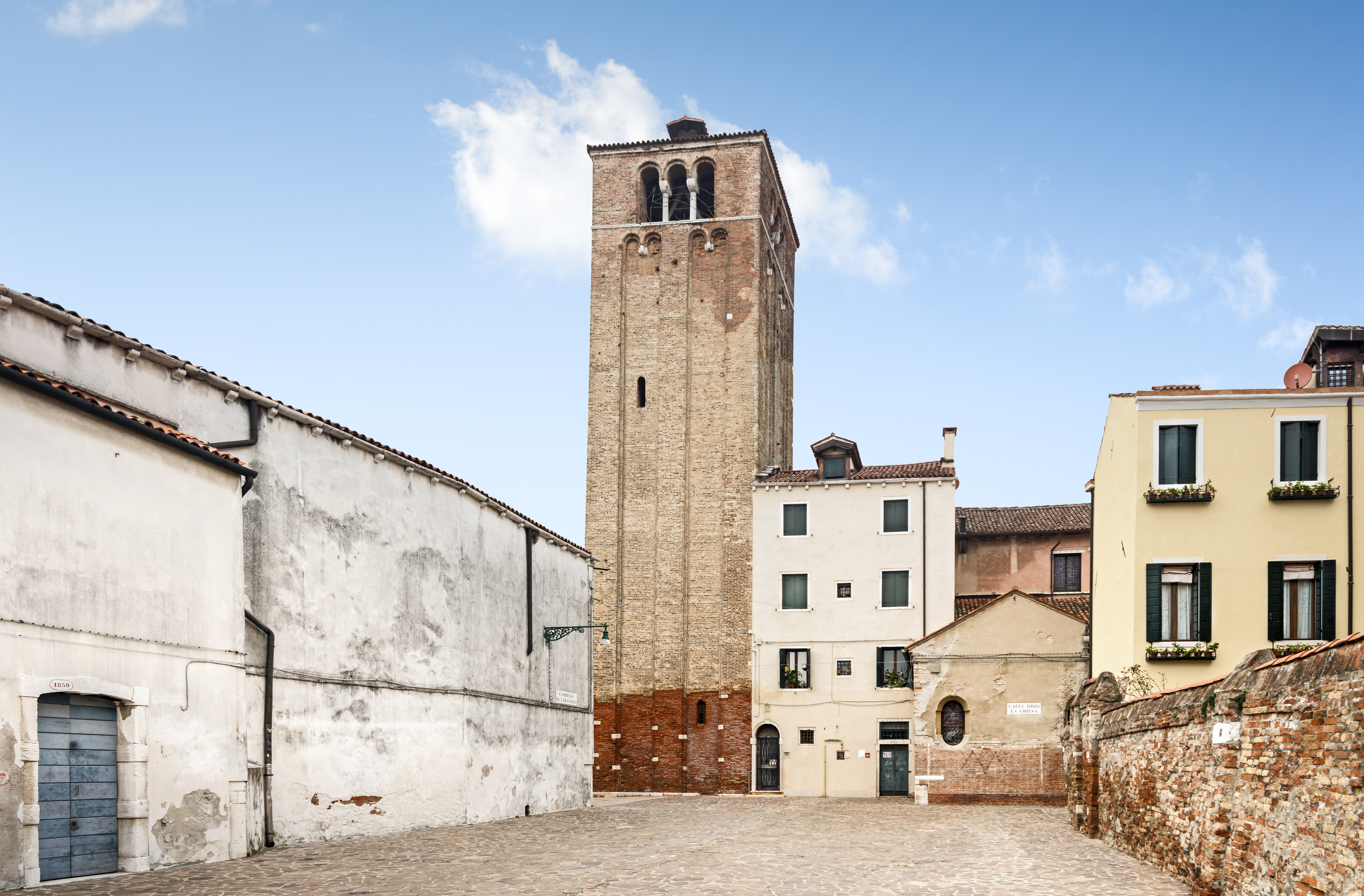
Campanário do século XIII

A igreja ficou seriamente danificada pelas inundações de 4 de novembro de 1966. Na década de 1970 foi alvo de uma ampla intervenção de restauro, financiada graças aos fundos de Veneza em Perigo, no curso da qual se procedeu à ligeira elevação do nível do solo, exposto continuamente aos danos da maré alta (a acqua alta), encontrando-se a uns 30 centímetros sob o nível médio dos canais.
A entrada fica à direita da nave. O interior é muito rico. A nave está rodeada por umas peculiares colunas parecidas ao coríntio. As decorações dos capitéis derivam do brasão das famílias patronas. Há uma estátua do século XV de São Nicolau segurando três esferas douradas, simbolizando o dinheiro doado, na sua lenda, para salvar três raparigas da prostituição. No século XVI, a nave central foi adornada com estátuas em madeira dourada. As telas nas paredes da nave são obra de pintores diversos, incluindo Alvise Benfatto (1554-1609). Dois painéis do extremo do tecto são de Leonardo Corona e os do meio de Francesco Montemezzano.

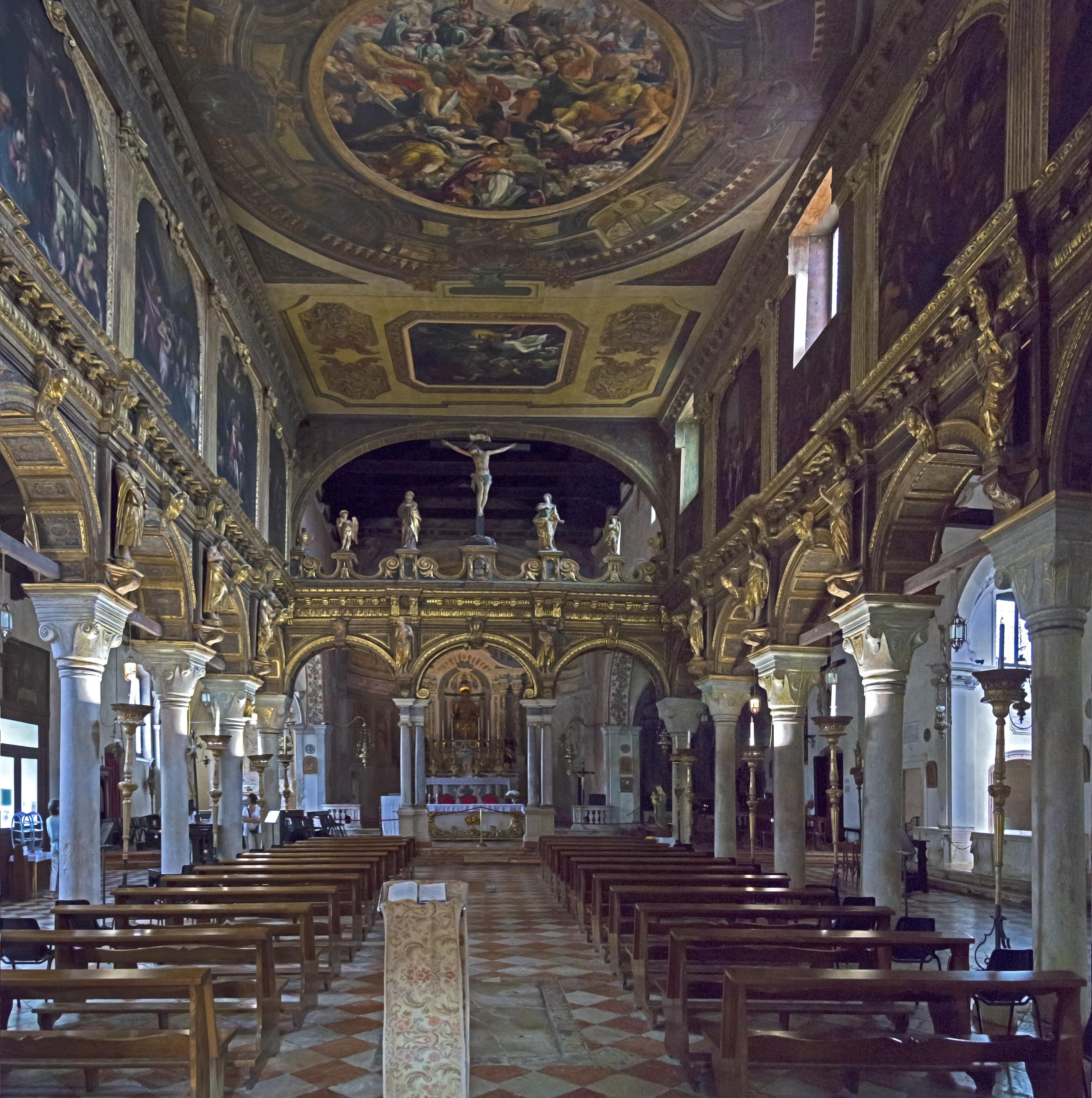
Interior da igreja
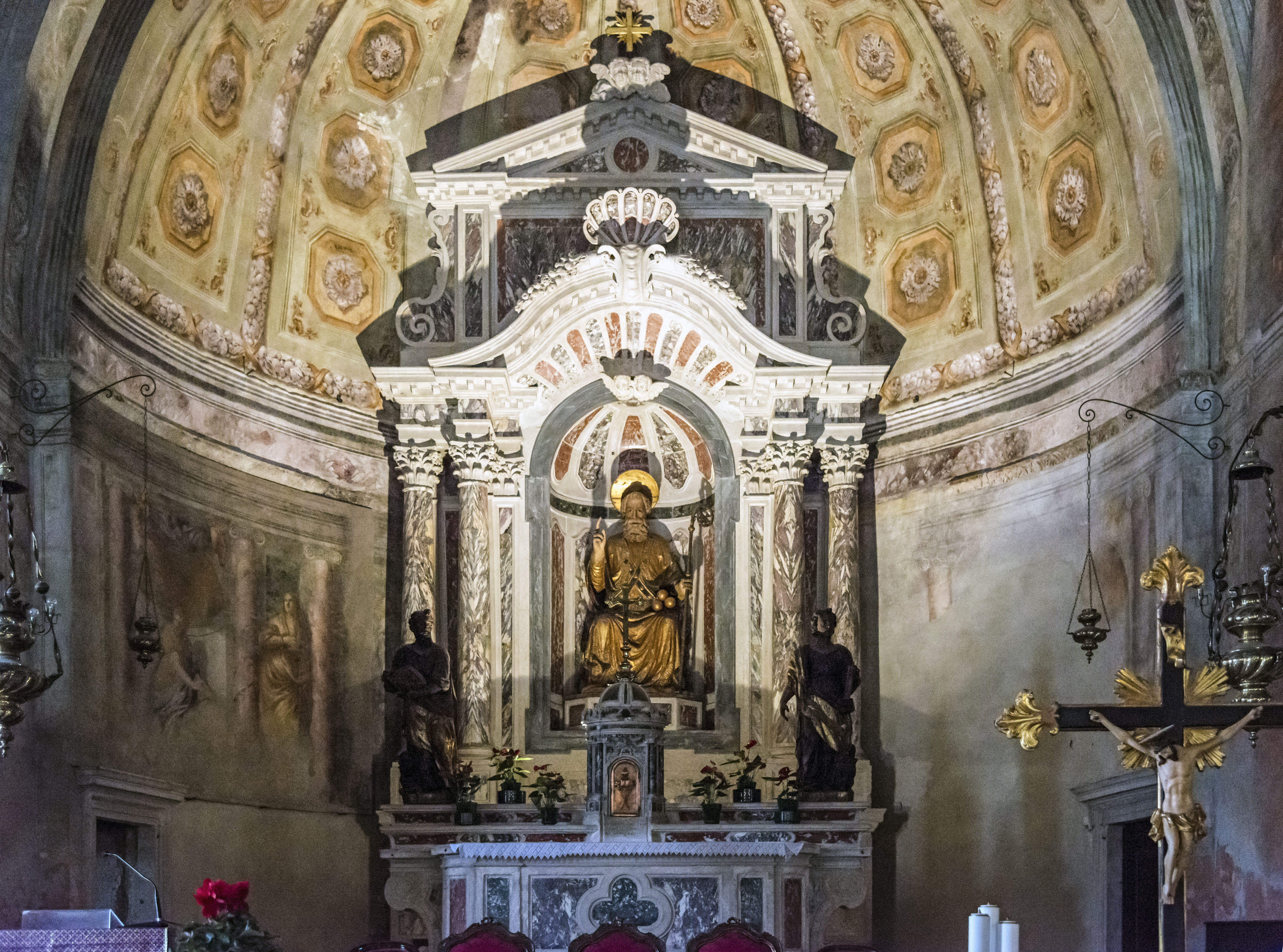
Altar alto
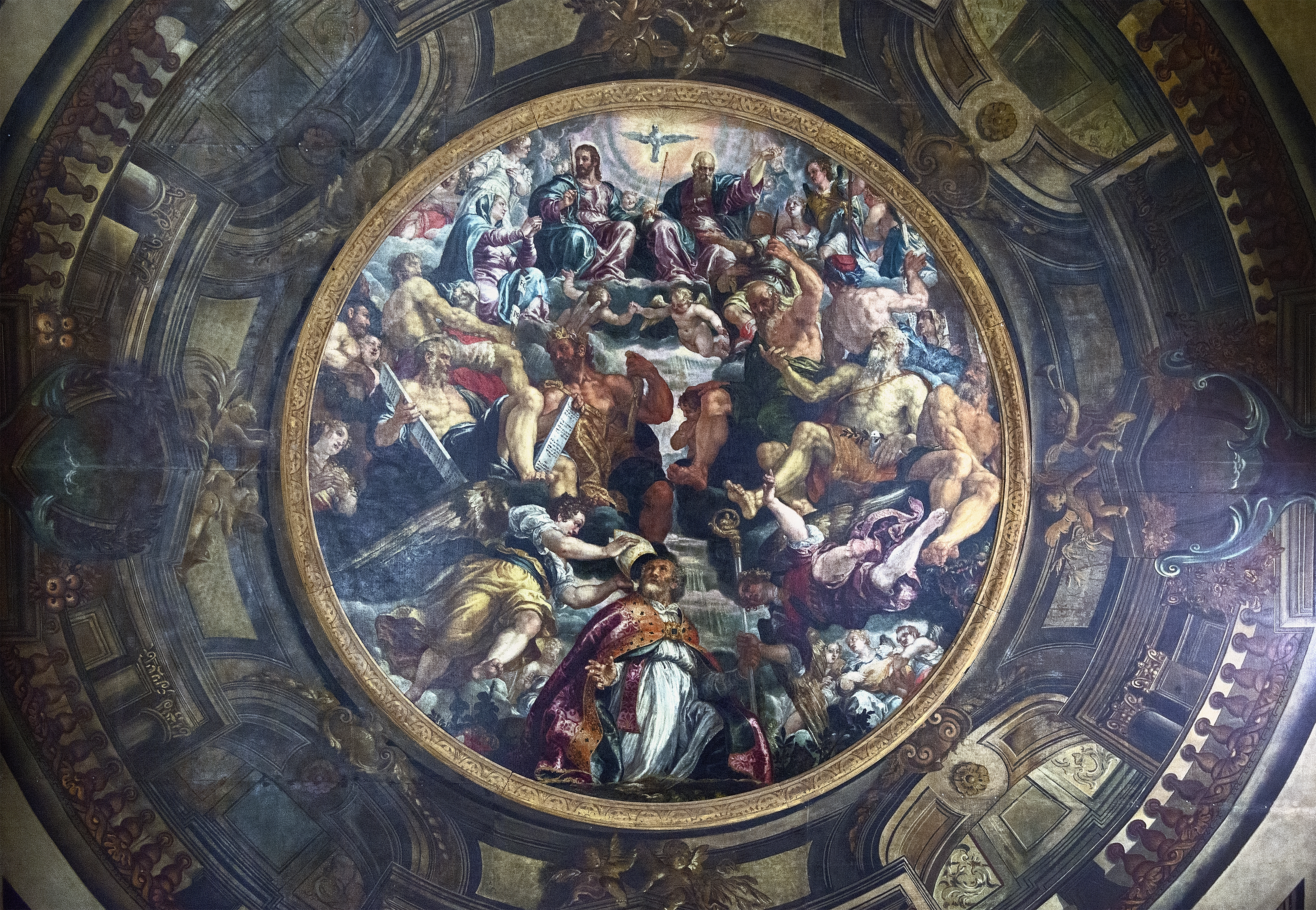
Francesco Montemezzano tecto
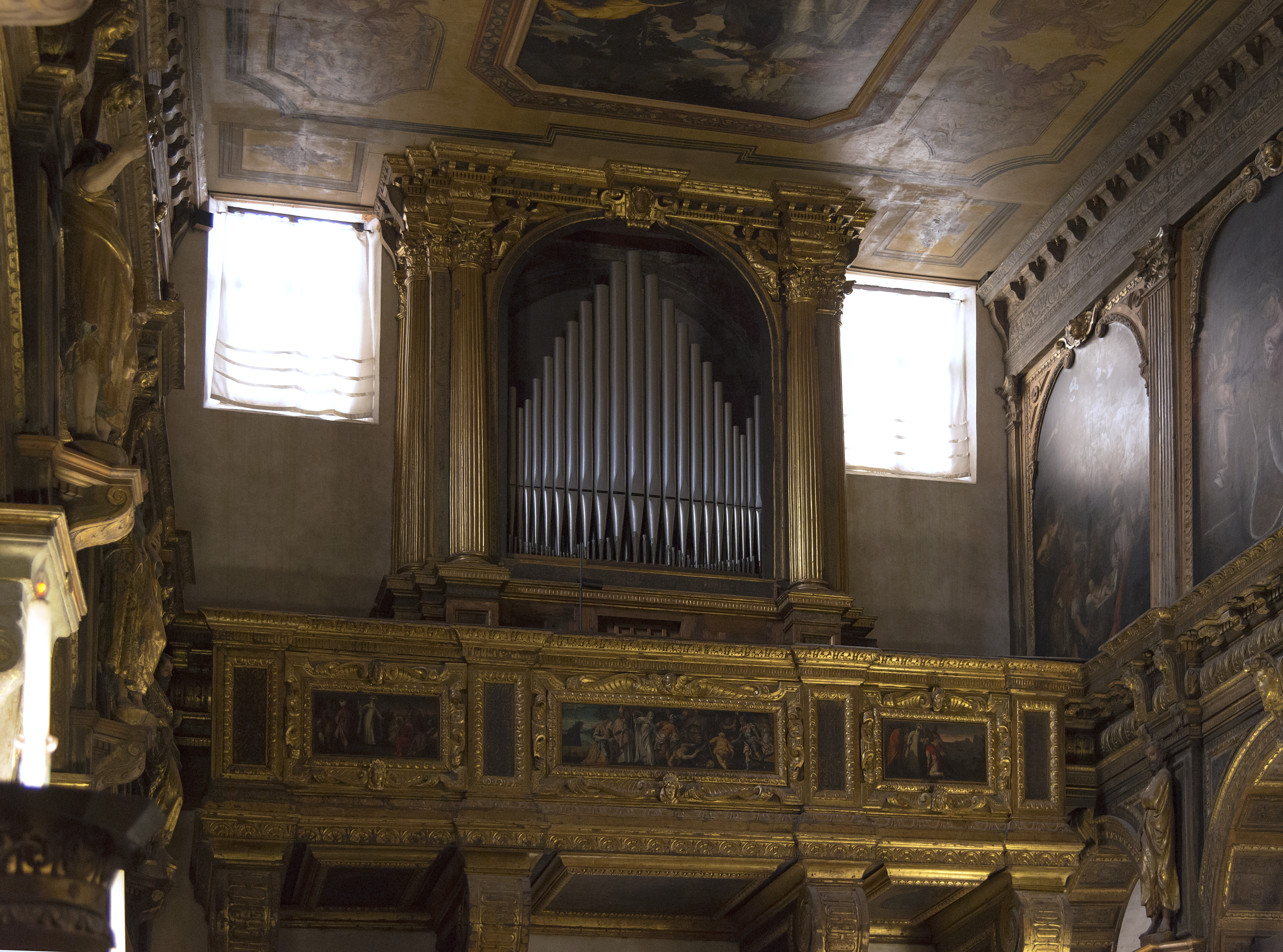
órgão
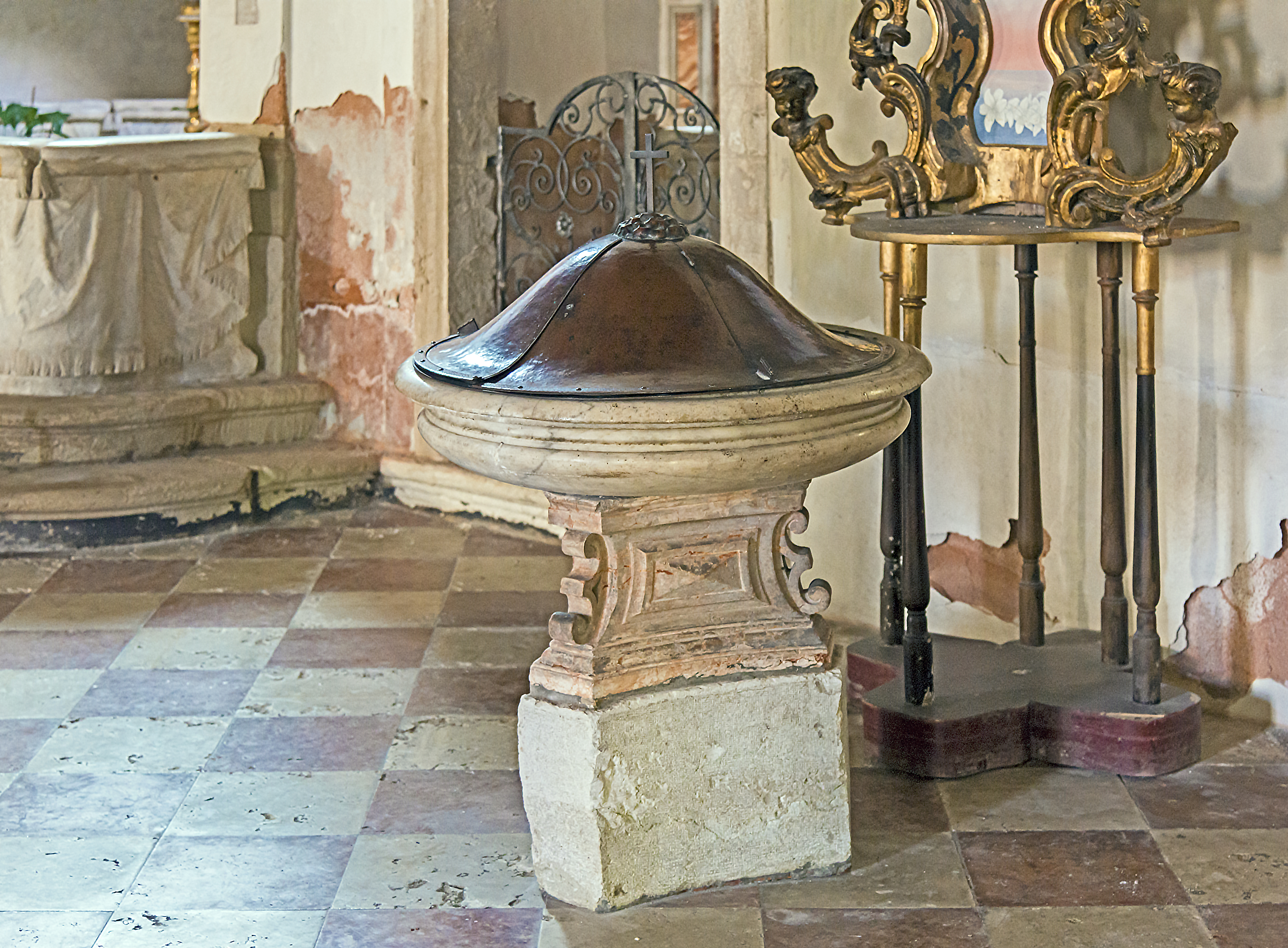
Pia batismal
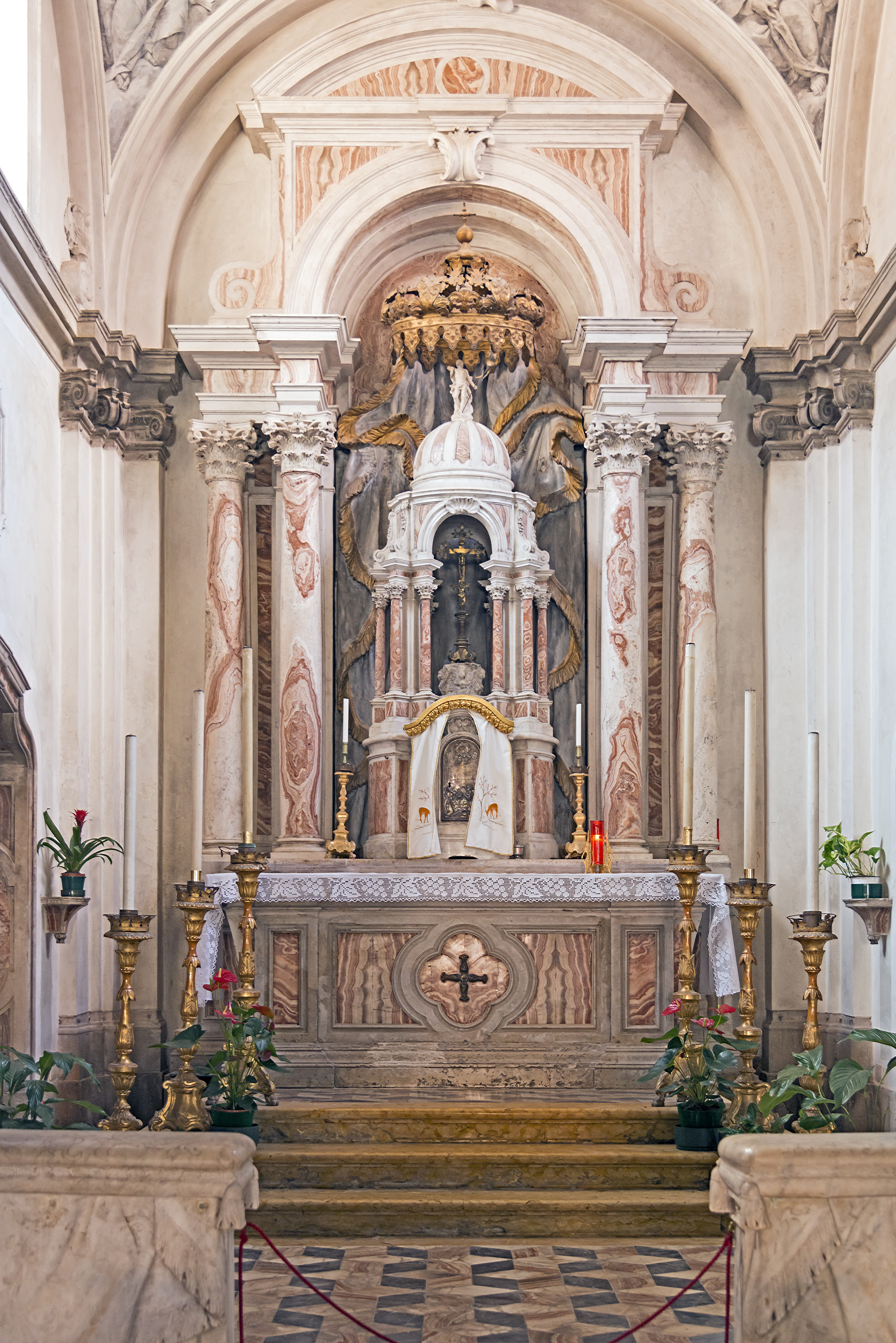
A capela direita